# 戸澤陽
戸澤 陽（とざわ あきら、1985年7月22日 - ）は、日本の男性プロレスラー。兵庫県西宮市出身。WWE所属。血液型A型。

## 経歴
兵庫県西宮市で育った戸澤陽は3人兄弟の次男坊で、5つ上の兄、5つ下の妹がいる。特に兄と仲が良く、いつも一緒に遊んでいた。戸澤曰く兄はとても喧嘩が強く、戸澤は兄とのケンカに一度も勝ったことがないという。正義感の強い兄とは対照的に戸澤はやんちゃであった。学校が終わればすぐ公園で野球やサッカーなどのスポーツや鬼ごっこなどをして日が暮れるまで遊んでいた。初めてプロレスと出会ったのは小学校高学年の頃であり、兄と一緒に夜遅くにテレビを見ていると新日本プロレス東京ドーム大会が中継されていた。これは長州力が引退試合で5人掛けを行った試合である。初めて観た感想は「これがプロレスかぁ」というストレートなものであり、この時はまだプロレスを好きになるまでには至らなかった。この頃好きだったのはK-1であり、アンディ・フグ、マイク・ベルナルド、ピーター・アーツ、アーネスト・ホーストなどに憧れていた。しかし、それからしばらく経ったある日、WCWの放送を観て、筋肉隆々としたスコット・スタイナーの姿を見て以来プロレスにハマった。この頃からプロレスごっこをするために近所の大学に行って、その大学の陸上部の備品である棒高跳び用のクッションを使ってプロレスごっこを行っていた。中学生の頃には進路志望の書類を提出する時に「プロレスラー」と書いて提出したために親が呼び出され、その時親から「あなたバカじゃないの。高校だけは卒業して」と反対された。
中学卒業後は普通に高校に進学、兵庫県立西宮甲山高等学校ではラグビー部に所属。本当は柔道部に入部したくて実際に柔道部へ入部届を書いたが、ラグビー部の顧問から「柔道部は今あまり活動していないからラグビー部に入った方がいい」と言われてラグビー部に入部したという。ラグビーのルールすらわからなかったが、公立高校の弱いチームであったため厳しくはなく、フォワードでレギュラーの座を得た。高校時代のある年の夏休みに、ラグビーの強豪校として有名な京都市立伏見工業高等学校と練習試合で対戦したことがあり、1年生だけのチームで挑んできた伏見工業に100対0で完敗した思い出がある。練習は毎日のようにあったが、小学・中学と同じように目いっぱい遊び、相変わらずのやんちゃぶりから学校では先生からずっと怒られていたという。高校卒業間近「高校を卒業してほしい」という家族の希望をかなえたためか、プロレス入りに関しては両親から「頑張りなさい」と背中を押された。プロレスラーになる方法を知るためにインターネットで調べると闘龍門の募集告知が目に飛び込み、早速書類を揃えて応募した。
2004年に高校を卒業後、DRAGON GATEに入門。先にデビューした鷹木信悟、B×Bハルクとは同期入門。練習生時代は走り込みやスクワットなど基礎体力トレーニング中心であったが、ラグビーで鍛えていたため練習についていくことは容易であった。それよりもちゃんこ番が苦痛であり、入門前は料理などやったことがなかったためちゃんこ番になる度に気持ちが病んできたという。練習生の頃からドン・フジイに襲われ、抗争が始まっていた。

### 新人時代
2005年4月3日、フジイの暴挙に腹を立てた新井健一郎により戸澤を見切り発進的にデビューさせることになり、戸澤のリングネームで神戸サンボーホール大会のフジイ戦でデビュー。デビュー戦ではリングで走るムーブさえまともにできず、何もできない悔しさから涙した。DRAGON GATEの選手には珍しくギミックなしの新人となった。その後10番勝負を行うが全敗、道場に強制送還され再修業を行うことになる。
同年10月にフジイを相手に大野勇樹と共に再デビュー、ハンディキャップマッチだったが敗れ、戸澤からトザワにリングネームを変更させられる。しばらくはファイナルM2K預かりとして活動していたが2006年、OPEN THE BRAVE GATE王座決定リーグ戦に出場。アラケン（新井健一郎）に「一勝でもしたらFinal M2Kに入れてやってもいい」と言われて奮起し、土井成樹に勝利。アラケンからスカジャンを手渡され、涙のフィナーレかと思いきや、「他にやりたいことがある」とスカジャンをその場で返した。

### 戸澤塾 - メタボリック・ブラザーズ
後にリングネームを戸澤アキラに改名。学ランを羽織り、魁!!男塾を模したような硬派ギミックにチェンジし、新ユニット「戸澤塾」を開校。戸澤塾一号生筆頭を名乗り、岩佐拓、森隆行、大野勇樹と塾生（メンバー）を拡大しデビュー1年でユニットの長となった。
2007年1月25日の「武勇伝」では「戸澤塾vs男塾」と題して男色ディーノと対戦、最初はディーノのゲイっぷりに苦戦を強いられるが次第に何かに目覚め、全試合後には二人ともバスタオル姿で肩を組んで出て来た。
2007年9月1日の666新木場1stRING大会では、デスマッチファイター葛西純と初対戦。松ぼっくり・秋刀魚・イガグリなどの、「ふざけた凶器（葛西純・談）」が使われながらも、自身初となるハードコアで大奮闘。
2008年に入ってからは、戸澤塾内で大野勇樹と「メタボリック・ブラザーズ」というタッグチームで活動し（タッグを組んでいた大野と共にデブキャラに転身）、学ラン、ボンタンなしで闘っていた。

### 奮起
武勇伝にてデブ-1グランプリに優勝し、吉江豊と対戦するも完敗、デブであることに限界を感じ始める。
以降は髪の毛の色は金髪であるが、太っているとはいえかなりの戦果をあげている大野、飛び入りだがトライアングル王座を獲得した忍等、刺激材料によってNEX2周年興行にてダイエット宣言、大野にも勧めるが断られ、亀裂が生じる。団体内外の選手と「ダイエット7番勝負」が行われ、3勝2敗2引き分け（内、2戦は反則勝ち、ノーコンテストの不完全決着もある）と、成長を見せる。最終戦でフジイに勝利し、トライアングルゲートに挑戦表明、11月16日にユニット解散を賭けて挑戦するも善戦むなしく敗れ、結局戸澤塾は解散となった。
その後、同期である鷹木、戸澤塾で兄貴的存在だった岩佐拓と共に新ユニットKAMIKAZEを結成する。なお、1月16日からはリングネームを戸澤アキラから本名の戸澤陽に変更した。以降はハイテンションキャラとなり、リング上、バックステージ等ところかまわず雄たけびを上げる。4月12日にはタッグマッチながら大谷晋二郎と対戦し、大谷にも一目置かれる。
5月にはCIMAの持つオープン・ザ・ブレイブ・ゲートに挑戦する（シングルタイトル初挑戦）。得意のジャーマン・スープレックスであと一歩というところに迫るものの、CIMAの経験には勝てず敗北した。その後CIMAに罵られ、悔し涙を流した。ブレイブゲートにはその後も挑戦が続いたが戴冠には至らなかった。
2010年にサイバー・コングがリング復帰し、KAMIKAZE入りしたが戸澤はそれを快くは思っていなかった。そして何度もサイバーを挑発し、5月の愛知県体育館大会で「負けたら今後しばらくは第0試合（ダークマッチ）」という条件の下で対戦したが、敗れてしまい条件通りしばらくは第0試合で組まれる事になった。
5月のアメリカ遠征では同僚が帰国する中で一人残る事を宣言、その後無期限の武者修行に入った。アメリカ遠征でDragon　Gate　USA（DGUSA）に参戦した戸澤はアメリカの熱狂的なファンたちの姿に衝撃を受け、これがアメリカ残留の動機となったという。しかしこれは、ギミックで実はCIMAが戸澤に対して、行ったドッキリで戸澤だけ帰りの飛行機チケットを準備していなかった。「今日からアメリカに残れ」の一言で戸澤の海外修行がスタート。。

### アメリカ武者修行
7月の神戸ワールド記念ホール大会でNOSAWA論外とのタッグでTOZAWA圏外として帰国、一時的に凱旋試合を行った。
戸澤はその後も再渡米し、武者修行を再開。アメリカでは全く無名の戸澤は興業に出場する機会に恵まれず、Dragon GateとのパイプがあるPWGですら興行は月1回であった。最低で月に1、2試合という時期もあり、酷い時にはギャラが現金ではなくブリトーであるということもあった。武者修行を始めて4ヶ月後、9月のPWGのバトル・オブ・ロサンゼルス2回戦となるクリス・ヒーローとの対戦がPWGにおけるマッチ・オブ・ザ・イヤーに選ばれた。その翌日から戸澤に試合のオファーが次々と届き、オースチン・エイリース、ケビン・スティーン、エル・ジェネリコ、ロウ・キーなど名だたる選手たちとのシングルマッチを組まれることも多くなった。武者修行初期のほとんど仕事がなかった状況から一転し、週末には試合を組まれない日が無かったほどであった。この時について戸澤は「どこへ行ってもクリス・ヒーローとの試合を見たぞって言われるんや。こんなこともあった。アメリカのアパートに住んでたときのことやけど、ご近所さんが昨日観たよとか言ってくるわけや。そのおっちゃんは絶対に俺がレスラーってことを知らないはずなんや。でもお前はファイターだろ?みたいなことを言ってくる。ファイターには違いないけど、その後ジムへ行っても昨日観たぞと。オレってそんなに有名になったのかなと。PWGとかDGUSAとかみんな見てるのかなと思って、不思議な感じやったんやけど、4人目くらいで気づいたんや。どうやらオレに似た日本人選手が金網マッチ（ケージフォース=総合格闘技）で試合をしてたらしくて、その人と勘違いしていたと。道端で握手とかしていた自分が恥ずかしくなったわ」と話している。
確実に力をつけACWやチカラなどで主要レスラーとして活躍するまでになった。そしてドラゴンゲートのアメリカ興行でもシングルプレイヤーとしての自信を高める試合をするようになる。さらに並みいる強豪を倒し絶好調のPAC相手にブレイブゲート王座にも挑み、あと一歩のところまで迫る試合となった。結果は破れてしまったものの、更なる自信を付けた。アメリカで骨を埋める気で武者修行を続けていた戸澤は当時すでにインターネットで日本の情報が簡単に手に入る時代であったにもかかわらず日本の情報は軽く確認する程度であった。2011年に入ってからも先々までアメリカでの予定が入っている状態であったが、ブラッド・ウォリアーズの仲間達から日本で一緒にやらないかと誘いを受けた。

### 帰国
2011年6月8日の後楽園大会で凱旋帰国し、同時にBlood WARRIORSに加入した。そして様々な相手に勝利するなど結果を残し、今までは格下扱いされていたYAMATOや鷹木にも一目置かれるようになった。YAMATOにはシングルで敗戦するものの、7月17日の神戸ワールド記念ホール大会で鷹木にシングルで勝利し、アメリカでの修行が無駄ではなかった事を証明してみせた。
さらに8月にはBBハルクとタッグを組み、Summer Adventure Tag Tournament 2011優勝を果たす。10月にYAMATOとのノーロープノーDQマッチに勝利しドリームゲート王者の望月成晃を挑発、これに望月が戸澤を逆指名する形で王座戦が実現し、善戦したものの結果は敗北。しかし、12月の後楽園ホール大会で再びハルクと組み、横須賀享、KAGETORA組を破りオープン・ザ・ツインゲート統一タッグ王座を奪取する。戸澤自身初のベルトを腰に巻く事となった。その際、破った両名を「ジミー･ススム」「ジミー･カゲトラ」に強制改名させる（これがきっかけで翌年ジミーズが誕生した）。
2012年1月、Blood WARRIORSのリーダーであったCIMAを追い出す事に成功。Blood WARRIORSを消滅させ、残りのサイバー、ハルク、Kzy、谷崎とMAD　BLANKEYを立ち上げ、2回目のユニットリーダーとなる。傍若無人に暴れ回り、KING OF GATE2012ではセコンドの手を借りつつも準優勝するなど破竹の勢いで実績を重ねた。更にCIMAに出場選手として選ばれた「CIMAロワイヤル5」では、YAMATOや土井、吉野正人と言った元ドリームゲート王者達を相手に反則技をほとんど使わずに勝利し、CIMAが持つオープン・ザ・ドリームゲート王座の挑戦権を獲得し、団体の年間最大の興行である神戸ワールド記念ホール大会のメインイベントのリングに立った。試合には敗れたものの、これで団体に在籍しているドラゴンゲート1期生全員が神戸ワールド記念ホール大会のメインイベンターを務めた事になる。
2013年は5月に再びCIMAのオープン･ザ･ドリームゲート王座に挑戦するも惜敗、その翌月にはハルクと組み、オープン・ザ・ツインゲート王者の鷹木・YAMATO組と対戦、試合はYAMATOの裏切りもあって勝利しベルトを奪取した。しかし、土井・リコシェ組に敗れ防衛0で王座から陥落。2013年8月1日後楽園ホール大会での暁との解散マッチで自身がフォールをとり勝利するもMAD BLANKEYを追放される。その際マイクで呼びかけた望月に対し、戸澤は「オレは、お客さんを楽しませたいだけなんや！！」と叫び、観客からの大歓声に表情こそ崩さなかったものの涙を流した。
ヒールからベビーフェースにターンした後の8月23日後楽園ホール大会では望月とともにかつて戸澤塾のメンバーだった新井、上記のようにデビュー当時から因縁のあったフジイとタッグマッチで対戦。入場時から終始大歓声を浴び続け、試合は新井に勝利し直後に戸澤はドリームゲート防衛戦に挑む鷹木のセコンドに着いた。鷹木は敗れてしまうが、CIMAの呼びかけもあって鷹木と共闘していくことを決意した。その際に戸澤は、「(略)ふたりで手をつなぎ、幸せになろうやないか！！」と呼びかけ（鷹木は長渕剛の大ファン)）、鷹木とともにSummer Adventure Tag Tournament 2013に参戦する。
Tag Leagueの直前には追放されたMAD　BLANKEYとのシングル5番勝負も決定した。セコンドの介入もあって1勝3敗と負け越して迎えた5戦目の際、対戦相手のウーハー・ネイションは「友であるお前とは戦えない」と試合を放棄し自らゴングを鳴らし無効試合になった。これに激怒したMAD BLANKEYに対し、救出に入った鷹木・サイバー・コングとの8人タッグマッチが急遽決定するが、今度はサイバーがMBに寝返り敗北。また、Tag Leagueでは順調に星を伸ばすものの9月12日の後楽園ホール大会での吉野・土井戦で土井が吉野を裏切りMB入りしたため無効試合となってしまう。しかしこのことがきっかけで、この日解散したWORLD-1 INTERNATIONALから吉野、リコシェ、しゃちほこBOYが合流。その後正式に「MONSTER EXPRESS」を結成する。
2015年2月、Kzyを破りオープン・ザ・ブレイブゲート王座を奪取（第27代王者）。自身初のシングル王座となり、11月1日にKotokaに奪われるまで6回の防衛に成功した。
2016年7月から9月にWWEクルーザー級クラシックに出場、準々決勝でグラン･メタリックに敗退。
2016年9月25日の神戸大会終了後に11月3日の大阪大会を最後にDRAGON GATE退団を発表し、その大阪大会のメインイベントで卒業試合が行われた（YAMATOのギャラリアでピンフォール負け）。

### WWE参戦
2016年11月5日、クルーザー級部門の一員としてWWEに参戦することが決まった
2017年1月31日、WWE 205 Liveでアーロン・ソロと対戦。スナップ式ジャーマンスープレックスで勝利した。6月26日のRAWにてタイタス・オニールのタイタス・ワールドワイドと契約を交わしたことを発表。同時に7月9日に行われるPPVグレート・ボールズ・オブ・ファイヤーにてネヴィルが持つWWE・クルーザー級王座に挑戦することも決まった。7月9日、グレート・ボールズ・オブ・ファイヤーにてWWEクルーザー級王座を保持するネヴィルに挑戦するも敗戦。8月14日、RAWにてネヴィルに再挑戦。ネヴィルのレッド・アローを回避し、ダイビング・セントーンを決めて3カウントを奪い勝利。ベルトを奪取した。
2018年10月3日（日本時間4日）、WWE 205 Liveのシングルマッチでジャック・ギャラハーと対戦し、ダイビング・セントーンでフォール勝ち。以前、ギャラハーらの乱入で試合を潰された経験のある戸澤にとっては雪辱を果たした試合になった。
12月22日、自身のインスタグラムで結婚を報告する。
2019年末から2022年にかけて、WWE・24/7王座戦線にからみRトゥルース、レジーらと王座を争う。タミーナとのロマンスを絡めつつ16回の戴冠を果たした。
2023年10月23日、RAW放送前のバックステージでアルファ・アカデミーへの加入が認められた。

## 得意技
運動神経は良く、高さのあるドロップキックや綺麗なブリッジで放つジャーマン・スープレックス・ホールドが特徴。WWEでは全身黒装束のコスチュームの忍者キャラで同じく忍者軍団を引き連れてファイトしている。

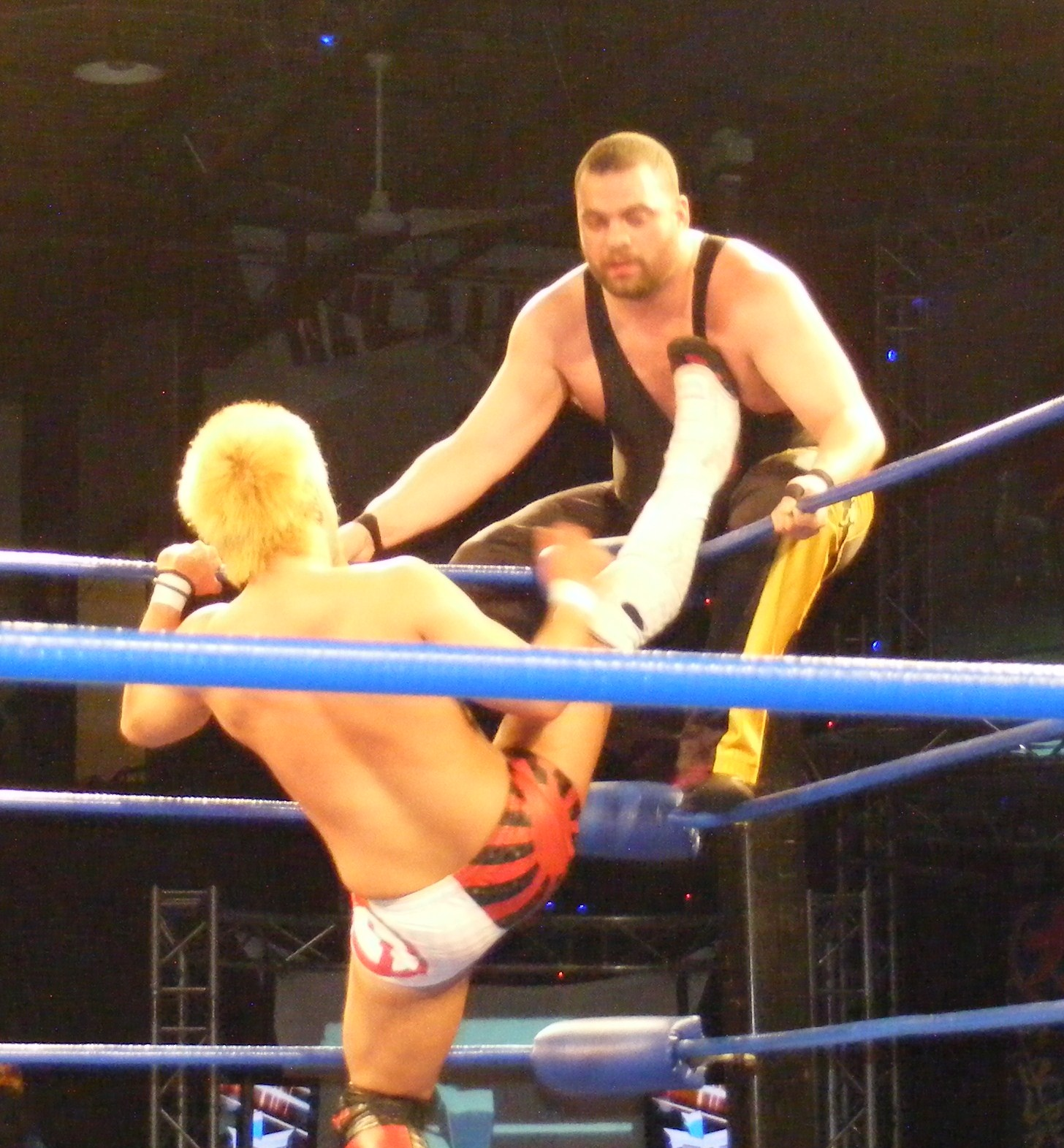
バイシクルキック

### フィニッシュ・ホールド
ダイビング・セントーン
WWEでの現在の必殺技。WWEでは2017年5月23日の205 Liveで行われたブライアン・ケンドリックとのストリートファイト戦で初披露。以降、フィニッシャーとして使用している。
パッケージ・ジャーマン・スープレックス・ホールド
2段式で落とす、ダルマ式ジャーマン・スープレックス・ホールド。相手を持ち上げ、空中で一定時間溜めを作った後真っ逆さまに落とすのが特徴。遠征中に編み出し、アメリカの幾多の強豪を倒してきた現在の戸澤のフィニッシュ技。
帰国後の、DRAGON GATEの試合でも同期の鷹木信悟や先輩の横須賀享など、ドリームゲートの歴代王者に対し、この技で直接勝利をあげている。腕のクラッチが完璧に決まると一発で勝負が決まるレベルで、決まった際の勝率が非常に高い。この技でオープン・ザ・ブレイブゲート王座を獲得した。
スナップジャーマンスープレックス
相手のラリアットを避け、すぐに相手のバックをとり、低空式のジャーマン・スープレックス・ホールドを放つ技。WWE移籍後のフィニッシュホールド。

### 打撃技
逆水平チョップ
主はコーナーポストに立たせて、連打で放つ。連打が終わるとフェイントし、顔面へのグーパンチで締める。
バイシクルキック
アメリカ遠征中から使用している二段蹴り。劣勢になった流れを変えるための一撃やジャーマン・スープレックスへの繋ぎとして使用される。コーナー上の相手にしかける場合もある。
サッカーボールキック
尻餅をついている相手の背中を蹴る技。座っている相手の胸板を助走をつけてから蹴りつけるバージョンも使用。
バズソー・キック
仰向けになった相手の上半身を起こして相手の左側頭部を振り抜いた右足の甲で蹴り飛ばす。
コークスクリュー・ハイキック
一回転して蹴るタイプの延髄斬り
ランニング・ニーアタック
アメリカ遠征後から多用している。主は相手を座らせた状態でランニング式で放つ。奇声を発しながら放つ場合もある。
ジャンピング・ダブル・ニーアタック
DRAGON GATE時代は、厳鬼技名で使用していた。
ジャンピング・ダブルニー・アタックのまま、両膝で相手の両肩を押すようにのしかかり、そのまま倒してフォールを取る技。
延髄斬り
カウンターで使うなど、試合の流れを変える局面で使用する。ジャンプの上昇中に蹴りを繰り出すスタイル。さらにアメリカ遠征中から回転して蹴るタイプの延髄斬りも使用している。読まれて交わされた場合、マット上にうつ伏せに倒れ込んでしまうが、そこでバックを取ろうとする相手の股下を抜けて、ジャーマンスープレックスを狙う事が多い。

### 投げ技
スーパープレックス
コーナー上にいる相手に向かってダッシュし、その勢いのままコーナーを駆け上がって相手を捕らえ、「ブレインーーーバッスター！」と叫んで客を煽ってから敢行する。
ジャーマン・スープレックス・ホールド
ダイエット後から使用するようになった。かなりの高角度であるため、威力は高い。
デットリフト・ジャーマン・スープレックス・ホールド
マットにうつ伏せや四つん這いの状態の相手の背後から組み付き、そのままぶっこ抜き、溜めをつくってから放つジャーマンスープレックスホールド。この時、手をロックしないで放つ。
変形バックドロップホールド
DRAGON GATE時代は戸澤塾秘伝・戸澤バックドロップホールド技名で使用している。変形バックドロップホールド。
右手で相手の右手を、左手で相手の左足をクラッチして投げる変形のバックドロップホールド。現在はジャーマン・スープレックスを使用しているためかほとんど使用していない。
トルネードDDT
フランケンシュタイナー
通常のものと違い、そのままエビ固めになるため、ウラカン・ラナに近い。

### 飛び技
トペ・スイシーダ
得意としている場外技。素早く戻って2発あるいは3発程度放つことが多い。
ミッション・インポッシブル
変型のトペ・コン・ヒーロ。場外の相手に対しリング内からダッシュし、セカンドロープを踏み台にして場外に向けて放つ。WWE入団後は使用していないが、DRAGONGATE退団後は同所属のKzyにうけつがれている。
セントーン
メタボリックキャラだった時の戸澤のフィニッシュ技。ダイエット後はしばらく使用していなかったが、戸澤塾解散後から再び使用し始めた。MAD BLANKEY加入からはセコンドがレフェリーを引きつけた感に倒した相手の上に椅子を敷き詰め、その上にたたき込む（ただしこれは本来は反則であり、また自分へのダメージも大きい）攻撃を使用。コンビネーションとして、ウーハー・ネイションや鷹木のサポートで繰り出すこともある。MB追放後は椅子の用意をリングサイドの練習生にさせていた。
エプロンからトザワ
マットに倒れている相手に対し、エプロンを走ってコーナー付近でリング内に向けてジャンプし、そのままダイビング・ヘッドバットを仕掛ける。
ミサイルキック

### フォール技
戸澤の爪
対鷹木信悟戦で初使用。鷹木信悟の奥の手でもある鷹の爪と同型の技。使用者である鷹木からもフォールを奪った。

## タイトル歴
WWE
- WWEクルーザー級王座 : 1回
- WWE24/7王座 : 16回

DRAGON GATE
- オープン・ザ・ブレイブゲート王座 : 1回（第27代）
- オープン・ザ・お笑いゲート王座 : 1回（第22代）
- ACW認定U-30王座
- オープン・ザ・ツインゲート王座 : 3回
  - 第18代（w/B×Bハルク）
  - 第26代・第31代 （w/鷹木信悟）
- オープン・ザ・トライアングルゲート王座 : 1回
  - 第36代（w/B×Bハルク&谷崎なおき）
- Summer Adventure Tag League優勝
  - 2011年（w/BxBハルク）
  - 2012年優勝（w/B×Bハルク、谷崎なおき）

## 入場曲
- 戸澤塾・塾歌

初期に間奏の部分で新井健一郎へのメッセージが入ったバージョンが使われていた。
- BE NAKED / Neo Atomic Motor（ヒール転向後はMix版を使用している）
- Strawberry Moon
- To The Death - 現在使用中

## その他
- 直接的ではないが、低迷していた新井健一郎や岩佐拓のブレイク、スタッフだった宍戸幸之がデビューできたのも戸澤の成果と言える。
- かつては謹慎処分を受けていたが、最近は受けていない。
- 男色ディーノとの一戦の後、なぜか赤フンドシで、ことあるごとに自らズボンを脱いで披露していた。
- マグナムTOKYOが退団した際、DRAGON GATE所属の選手達はこの件に関して一言も触れていなかったが、唯一戸澤だけが公式掲示板でマグナムに関するコメントを書いていた。
- デビュー時より演じるキャラクターが多く、マイクパフォーマンスや表現力が上手い[1]。「千の風になって」を歌ったこともある。
- 2010－2011年のアメリカ遠征で英語を身につけたため、ウーハー・ネイション、リコシェらとも英語で会話できる。マイクパフォーマンスでは彼らの通訳もこなす。
- ピンク色が好きなようである。
- ジミーズのブレイクも、最初は戸澤の命名（罰）がきっかけになった。
- 腕にしているロングのサポーターは、アメリカ遠征時のNBAのバスケットの選手の影響らしい。
- 長年金髪で通してきたが、2014年初めの短期間のみ黒髪になった。WWE移籍後の現在は黒髪にしている。
- B×Bハルクとのドリームゲート戦前、自身のブログで共に闘龍門15期生であることを明かした。
- スペル・シーサーのヨシタニックを返した選手の1人である。
- 入門当初（練習生時代）、望月成晃から「プロレスのセンスはこの期の中では一番ある」と高評価を受けている。ちなみに同期の鷹木信悟は意外と鈍臭いところも多く、ハルクはまだ体が出来上がっていなかったとコメントしていた。
- CIMAの上げたDRAGON GATEの6人のキーマンの1人だが、その6人の中で唯一、ドリームゲートを戴冠しておらず、KING OF GATEも優勝した事が無い（準優勝はした事がある）。
- 太りにくい体質であり、90kgから中々体重が増えず、夕食を大量に食べたり寝る前にプロテインを飲んだりしても増量の効果がないため、プロテインのかわりにカップ焼きそば2個を食べるなどした。メタボリック・ブラザーズの結成に際してはこうした努力で体重を100kgの大台に乗せた。逆に痩せるのは得意であり、100kgあった体重は3ヶ月で80kgまで落とした[2]。
- WWE入団後は入場など随所で｢AH！AH！AH！｣と叫ぶパフォーマンスを行っている。205Liveが始まるとユニバース達にも浸透し、彼らもまた同じように叫ぶようになった。なお実況からは｢War Cry｣の一種としての扱いを受けている。